# Diplasiolejeunea pluridentata
Diplasiolejeunea pluridentata là một loài Rêu trong họ Lejeuneaceae. Loài này được Schaf.-Verw. mô tả khoa học đầu tiên năm 2001.